# AT (formfaktor)

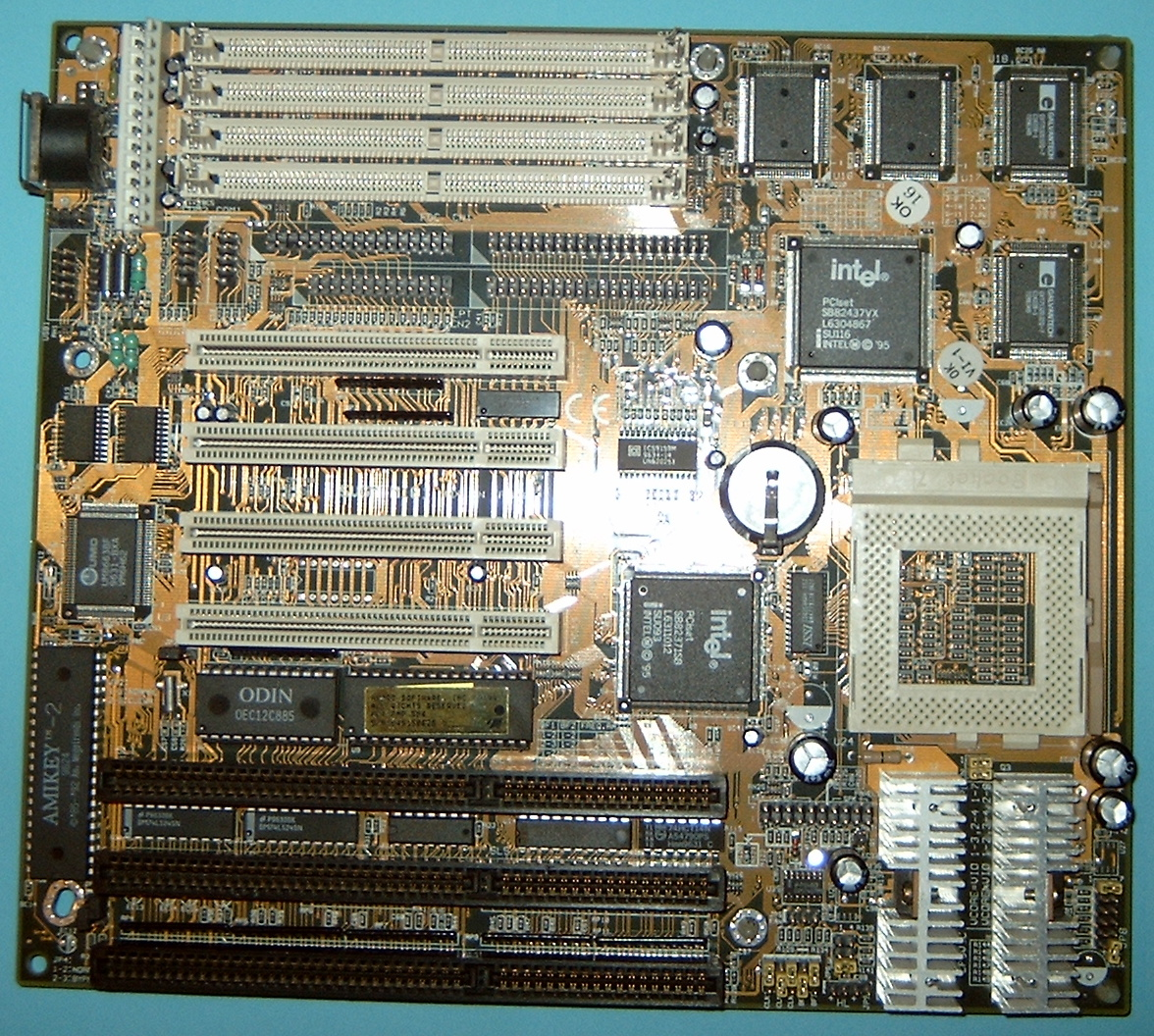
Ett relativt modernt AT-moderkort med fyra PCI- och tre ISA-kortplatser.

AT (Advanced Technology) var den första formfaktorn för PC-datorer. Den lanserades av IBM 1984. Ännu idag används AT-formatet och dess varianter även om de flesta tillverkarna har gått över till ATX eller BTX.
IBM PC AT är också namnet på en datormodell från 1984. Liksom för IBM PC som föregick den, började andra PC-tillverkare snart att göra kompatibla datorer. När IBM PC AT kom år 1984 var det dock en av de snabbaste persondatorerna, men IBM förlorade snart detta övertag.